# The Fall (álbum de Gorillaz)
The Fall é o quarto álbum de estúdio da banda virtual britânica Gorillaz. O álbum foi anunciado oficialmente em 20 de dezembro de 2010 e logo depois lançado em 25 de dezembro de 2010 como download gratuito apenas para os membros do Fã Clube da Banda (Sub-Division) no site oficial do Gorillaz. Todo o álbum foi gravado e mixado no iPad do fundador da banda, Damon Albarn, durante a etapa norte-americana da "Escape to Plastic Beach Tour", realizada entre outubro e o início de novembro de 2010. O videoclipe "Phoner to Arizona" é uma compilação de vídeos e imagens da turnê. A versão física do álbum foi lançada no dia 18 de abril de 2011.

## Recepção e desempenho

### Crítica profissional
| Críticas profissionais | Críticas profissionais |
| Pontuações agregadas   | Pontuações agregadas   |
| Fonte                  | Avaliação              |
| ---------------------- | ---------------------- |
| Metacritic             | 67/100                 |
| Avaliações da crítica  |                        |
| Fonte                  | Avaliação              |
| AllMusic               | [ 4 ]                  |
| The A.V. Club          | B+                     |
| Consequence of Sound   | [ 6 ]                  |
| Entertainment.ie       | [ 7 ]                  |
| Entertainment Weekly   | B−                     |
| The Guardian           | [ 9 ]                  |
| NME                    | 8/10                   |
| Pitchfork Media        | 5.8/10.0               |
| Rolling Stone          | [ 12 ]                 |
| Slant Magazine         | [ 13 ]                 |

O álbum recebeu criticas mistas, muitas elogiaram o jeito de como algumas faixas foram compostas, misturando música eletrônica com violões, e até ukeleles.
Emanuel Bonfim, do Estado de S. Paulo, disse que "[...] O álbum, sinal dos tempos, foi gravado e mixado no iPad, o que significa custo baixo, mas resultado nem tão favorável. Neste mar desconexo de bits, efeitos e sons primitivos, pouco se vê daquele mix futurista e eclético. Após ouvir as 14 faixas, fica uma sensação de um grande esboço, ainda que sofisticado e tecnológico. Por vezes é difícil separar vinheta de canção" [...].
Aaron M., do Terra, deu uma crítica positiva ao álbum, dizendo: "[...] Damon Albarn vem sendo um dos principais representantes do casamento entre a música e a tecnologia nos últimos anos. À frente da banda Gorillaz, Damon precisou de apenas um iPad para registrar suas idéias e transformá-las em músicas de uma banda avatar-cartoon de Eletrônica, Hip-Hop, Pop e Rock.
“The Fall”, 4º álbum na discografia desta última, foi inteiramente feito durante a turnê norte-americana do grupo. Mais do que isso, foi quase que inteiramente concebido num iPad.
O Hip-Hop e a Música Eletrônica mais uma vez ditam as regras no som do grupo, muito embora mais uma vez também haja espaço para o Rock, como atestam as participações do guitarrista Mick Jones e do baixista Paul Simonon".

## Faixas
| N.º | Título                                 | Duração |  |
| 1.  | "Phoner to Arizona"                    | 4:14    |  |
| 2.  | "Revolving Doors"                      | 3:26    |  |
| 3.  | "HillBilly Man"                        | 3:50    |  |
| 4.  | "Detroit"                              | 2:03    |  |
| 5.  | "Shy-town"                             | 2:54    |  |
| 6.  | "Little Pink Plastic Bags"             | 3:09    |  |
| 7.  | "The Joplin Spider"                    | 3:22    |  |
| 8.  | "The Parish of Space Dust"             | 2:25    |  |
| 9.  | "The Snake in Dallas"                  | 2:11    |  |
| 10. | "Amarillo"                             | 3:24    |  |
| 11. | "The Speak It Mountains"               | 2:14    |  |
| 12. | "Aspen Forest"                         | 2:50    |  |
| 13. | "Bobby in Phoenix" (com Bobby Womack)  | 3:16    |  |
| 14. | "California & the Slipping of the Sun" | 3:24    |  |
| 15. | "Seattle Yodel"                        | 0:38    |  |